# Příslovečné určení
Příslovečné určení neboli adverbiale je vedlejší větný člen, který nejčastěji rozvíjí sloveso, někdy také přídavné jméno nebo příslovce tím, že uvádí nějakou okolnost. Tyto okolnosti mohou být různé, proto i otázky, kterými se ptáme na příslovečné určení (PU), jsou různé. Nejčastěji jsou to: KDY?, KDE?, JAK?, PROČ?.
Podle těchto otázek rozeznáváme čtyři základní druhy příslovečného určení:
- PU času (temporis)
- PU místa (loci)
- PU způsobu (modi)
- PU příčiny (causae)

K tomu se připojují některé další zvláštní druhy samostatné nebo od základních odvozené. Je jich 11: účelu, míry, podmínky, přípustky, zřetele, příčiny, prostředku a původce děje.

## Příslovečné určení času
Vyjadřuje časové okolnosti děje. Ptáme se otázkami KDY? (V šest hodin přijde babička.), ODKDY? (Učí se od rána.), DOKDY? (Do večera je daleko.), JAK DLOUHO? (Jazyk se vyvíjel dlouhá staletí.), JAK ČASTO? (Vídám ho zřídka.)

## Příslovečné určení místa
Blíže určuje místní okolnosti děje. Rozlišujeme určení statická a dynamická. Na statická se ptáme otázkou KDE? (Bydlí v Praze.). Na dynamická ODKUD? (Z okna se linula vůně.), KUDY? (Běžte přes les.), KAM? (Šel ke srubu.) 
K příslovečnému určení místa patří i obrazná pojmenování založená na místním pojetí: Zavedl do toho chaosu pořádek.

## Příslovečné určení způsobu
Představuje skupinu velmi rozmanitou a dále dělenou:
- PU vlastního způsobu – JAKÝM ZPŮSOBEM?, JAK?, vyjádřeno:
  - přímo – Zpívá krásně.
  - přirovnáním – Zpívá jako slavík.
  - účinkem – Zpívá až k pláči. (= dojemně, špatně)

- PU míry – KOLIK?, JAKOU MĚROU?, vyjádřeno:
  - přímo – Hodně křičel.
  - přirovnáním – Křičel jako na lesy.
  - účinkem – Křičel do ochraptění.
  - omezením – Padli všichni kromě dvou. Řekl to nejen mně.
  - rozdílem – Čím menší pán, tím větší žádá úcty.

- PU prostředku – S ČÍ POMOCÍ?, vyjadřuje určení POMŮCKY (svítit baterkou, odjet vlakem) nebo MĚŘÍTKA, NORMY (řídit se zásadou).

- PU zřetele – VZHLEDEM K ČEMU?, nejčastěji vyjádřeno:
  - 7. pádem – Zevnějškem se podobala matce. Stál čelem k domu. Otec je povoláním kantor.
  - 3. pádem – Byl k němu hrubý.
  - dalšími pády – Poradil mu ohledně toho dopisu.

- PU společenství – SPOLU S ČÍM? (bez čeho), nejčastěji vyjádřeno:
  - 2. a 7. pádem – s předložkami „s“ a „bez“ – Seděl v kupé s Janou. Vlak s námi projížděl údolím. Bez peněz sem nechoď.

Krom těchto základních podskupin je možno dále určovat ještě např. tyto druhy:
- PU výsledků děje – Seřadit se do trojstupu. Rozpadl se v prach.
- PU původu – Z prášku vařili knedlík.
- PU původce – Dostala prsten od maminky.
- PU průvodních okolností – vedle základního děje vyjadřujeme ještě vedlejší/nevětný děj – Odešel s rukama v kapsách.

## Příslovečné určení příčiny
Označuje příčinnou souvislost dvou dějů. Ptáme se otázkou PROČ (SE) NĚCO DĚJE/JE? Skupina se dále dělí do několika podskupin:
- PU příčiny – v užším smyslu – PROČ?, příčina předchází – Třásla se zimou. Trpěl angínami.
- PU účelu – ZA JAKÝM ÚČELEM?, příčina následuje – Lidé tam chodili žádat o radu. Šel tam pro peníze. Připil mu na zdraví.
- PU podmínky – ZA JAKÉ PODMÍNKY?, příčina je možná – V případě nehody volejte hasiče.
- PU přípustky – NAVZDORY ČEMU?, neplatná příčina – I přes pokročilý věk byl bystrý. Proti všem očekáváním klub vyhrál.

## Slovní druhy příslovečného určení
Příslovečné určení se zpravidla vyjadřuje:
- příslovcem – Spát tvrdě.
- podstatným jménem:
  - předložkově – Přijet bez pozvání.,
  - bezpředložkově – Malý postavou.
- infinitivem – Jít se léčit.
- vedlejší větou – Vyšel dříve, aby nezmeškal vlak, která se stejně jako příslovečné určení dále rozlišuje na časovou, způsobovou, místní a příčinnou.

## Rozvitost příslovečného určení
Příslovečné určení, na nějž se nevážou další větné členy, se nazývá holé: Petr píše čitelně.Příslovečné určení s dalšími větnými členy je rozvité: Trvá to celý den. Příslovečné určení je rozvíjeno přívlastkem (Spal tvrdým spánkem.) nebo jiným příslovečným určením (Spal velmi tvrdě.). Pokud je v příslovečném určení spojeno několik výrazů, jde o příslovečné určení několikanásobné. Jednotlivé členy několikanásobného příslovečného určení mohou být navzájem spojeny různými způsoby:
- Zabralo to hodinu a půl.
- Chceš přijít zítra nebo v neděli?
- Nestalo se to na hřbitově, ale v parku.

Jednotlivé části několiknásobného předmětu mohou být rovněž holé nebo rozvité.
VV přísudková – HV obsahuje pouze sponové sloveso, VV jmennou část přísudku.